# Sally Gunnell

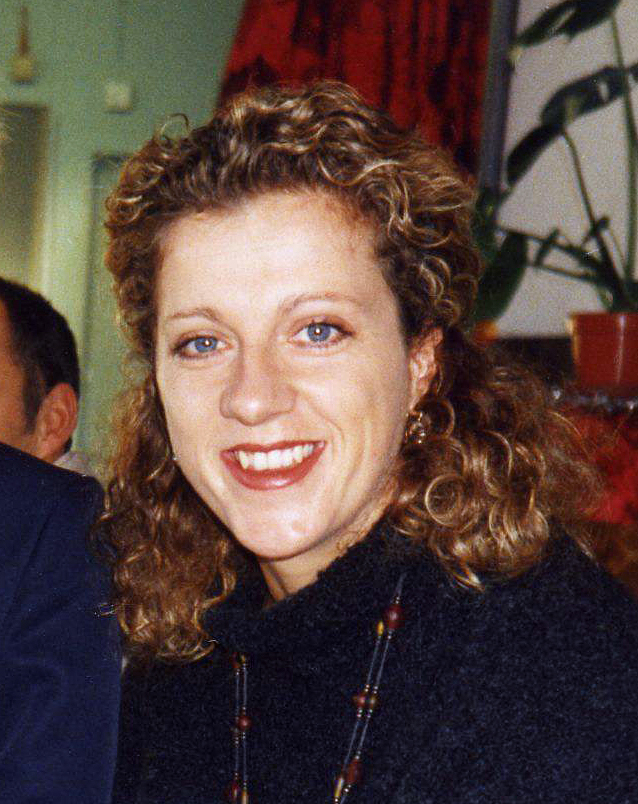
Gunnell (1995)

Sally Gunnell OBE (Sally Janet Jane Gunnell; * 29. Juli 1966 in Chigwell, Essex) ist eine ehemalige britische Leichtathletin und Olympiasiegerin.
Gunnell startete ihre sportliche Laufbahn als Weitspringerin und Fünfkämpferin, bevor sie sich auf die Sprint- und Hürdenläufe verlagerte. Ihre internationale sportliche Karriere begann 1986 mit einem ersten Platz in 13,29 s beim 100-Meter-Hürdenlauf bei den Commonwealth Games in Edinburgh, wo sie für England startete. Bei den Europäischen Hallenmeisterschaften der IAAF 1989 gewann sie Gold im 400-Meter-Lauf und 1989 beim Europacup wurde sie Zweite. Bei den Commonwealth Games 1990 gewann sie in 13,12 s Silber über 100 Meter Hürden und in 55,38 s Gold über 400 Meter Hürden. Bei den Weltmeisterschaften 1991 in Tokio gewann sie in 53,16 s Silber über 400 Meter Hürden und siegte in dieser Disziplin beim Europacup.
Bei den Olympischen Spielen 1992 in Barcelona gewann sie über 400 Meter Hürden die Goldmedaille in 53,23 s vor den beiden US-Amerikanerinnen Sandra Farmer-Patrick (Silber) und Janeene Vickers (Bronze) sowie eine olympische Bronzemedaille mit der Mannschaft in der 4-mal-400-Meter-Staffel mit ihren Teamkolleginnen Phylis Smith, Sandra Douglas und Jennifer Stoute.
1993 war sie zweimal siegreich über 400 Meter Hürden: beim Europacup und mit Weltrekord von 52,74 s bei den Weltmeisterschaften in Stuttgart. Daraufhin wurde Gunnel zu Europas Leichtathletin des Jahres und zur Welt-Leichtathletin des Jahres gewählt. 1994 war sie fünfmal siegreich über 400 Meter Hürden, und zwar bei den Europameisterschaften in Helsinki in 53,33 s, den Commonwealth Games in Victoria in 54,51 s, den Goodwill Games, dem Weltcup und dem Europacup.
Gunnell ist die einzige Frau, die den Europa-, den Welt-, den Commonwealth Games- und den olympischen Rekord über die 400 Meter Hürden zur gleichen Zeit innehatte. Heute arbeitet sie als Fernsehmoderatorin bei der BBC, ist verheiratet und hat zwei Kinder.